# Serrabrancait
Serrabrancait ist ein sehr selten vorkommendes Mineral aus der Mineralklasse der „Phosphate, Arsenate und Vanadate“. Es kristallisiert im monoklinen Kristallsystem mit der chemischen Zusammensetzung Mn[PO4] • H2O und entwickelt nur kleine, isometrische Kristalle bis etwa 0,3 mm Größe von dunkelbrauner bis grünlichschwarzer Farbe und olivgrüner Strichfarbe.

## Etymologie und Geschichte
Erstmals gefunden wurde Serrabrancait 1998 in den Pegmatiten von Serra Branca im brasilianischen Bundesstaat Paraíba und beschrieben durch Thomas Witzke, Reinhard Wegner, Thomas Doering, Herbert Pöllmann und Walter Schuckmann († 1998), die das Mineral nach seiner Typlokalität benannten. Als eigenständiges Mineral anerkannt wurde Serrabrancait von der International Mineralogical Association (IMA) noch im selben Jahr unter der Nummer IMA1998-006. Die Veröffentlichung der Untersuchungsergebnisse und des anerkannten Namens erfolgte zwei Jahre später im American Mineralogist, Volume 85 (2000).

## Klassifikation
In der alten (8. Auflage) und neuen Systematik der Minerale nach Strunz (9. Auflage) gehört der Serrabrancait zur Abteilung der „Wasserhaltigen Phosphate ohne fremde Anionen“.
Seit der 2001 erfolgten Überarbeitung der Strunz'schen Mineralsystematik in der 9. Auflage ist diese Abteilung allerdings präziser unterteilt nach der Größe der an der Verbindung beteiligten Kationen und dem Stoffmengenverhältnis Phosphat-, Arsenat- bzw. Vanadat-Komplex zu Kristallwasser. Der Serrabrancait findet sich entsprechend in der neuen Unterabteilung „Mit ausschließlich mittelgroßen Kationen, RO4 : H2O = 1 : 1“, wo er als einziges Mitglied die unbenannte Gruppe 8.CB.05 bildet.
Die im englischen Sprachraum gebräuchliche Systematik der Minerale nach Dana ordnet den Serrabrancait ebenfalls in die Klasse der „Phosphate, Arsenate und Vanadate“, dort allerdings in die Abteilung der „Hydratisierten Phosphate etc. mit der allgemeinen Formel A3+XO4 • x(H2O)“, wo er als einziges Mitglied die „Phosphatanaloga der Kieserit (SO4)-gruppe (C2/c)“ mit der System-Nr. 40.04.10 bildet.

## Bildung und Fundorte
Serrabrancait ist ein Sekundärmineral und bildet sich als Verwitterungsprodukt aus Triplit in phosphathaltigen Pegmatiten. Begleitminerale sind unter anderem Vernadit und Phosphosiderit.
Weltweit wurde Serrabrancait bisher (Stand: 2010) außer an seiner Typlokalität Serra Branca nur noch im Pegmatit von Buranga (Bezirk Gatumba) in der Westprovinz Ruandas nachgewiesen.

## Kristallstruktur
Serrabrancait kristallisiert monoklin in der Raumgruppe C2/c (Raumgruppen-Nr. 15) mit den Gitterparametern a = 6,91 Å; b = 7,47 Å; c = 7,36 Å und β = 112,3° sowie 4 Formeleinheiten pro Elementarzelle.